# Sudan People’s Defense Forces/Democratic Front
Die Sudan People’s Defense Forces/Democratic Front (SPDF) war eine der Konfliktparteien und eine Anti-Regierungs-Miliz in der Region Upper Nile von 2000 bis 2002.
Riek Machar gründete die SPDF hauptsächlich aus Deserteuren der South Sudan Defence Forces (SSDF), welche für die Regierung des Sudan in Khartum kämpften. Die Einheiten gingen später in der SPLM/A auf. Peter Par Jiek war einer der Anführer.